# Finnsjön, Västergötland
Finnsjön är en sjö i Härryda och Mölndals kommuner i Västergötland och ingår i Kungsbackaåns huvudavrinningsområde. Sjön är 23 meter djup, har en yta på 1,03 kvadratkilometer och befinner sig 56,3 meter över havet. Sjön avvattnas av vattendraget Finnebäcken. Vid provfiske har abborre, gädda och mört fångats i sjön..
Sjön ligger sydost om Mölnlycke och är ortens dricksvattentäkt. Byn och småhusområdet Lahall ligger vid sjöns sydvästra sida. Tätorten Benareby ligger nära östra sidan av sjön. Runt Finnsjön finns ett vandringsspår.

## Delavrinningsområde
Finnsjön ingår i delavrinningsområde (639669-128114) som SMHI kallar för Utloppet av Finnsjön. Medelhöjden är 87 meter över havet och ytan är 6,87 kvadratkilometer. Det finns inga avrinningsområden uppströms utan avrinningsområdet är högsta punkten. Finnebäcken som avvattnar avrinningsområdet har biflödesordning 2, vilket innebär att vattnet flödar genom totalt två vattendrag innan det når havet efter 24 kilometer. Avrinningsområdet består mestadels av skog (65 %). Avrinningsområdet har 1,2 kvadratkilometer vattenytor vilket ger det en sjöprocent på 17,4 %. Bebyggelsen i området täcker en yta av 1,03 kvadratkilometer eller 15 % av avrinningsområdet.